# Chlorophorus praetextus
Chlorophorus praetextus är en skalbaggsart som först beskrevs av Francis Polkinghorne Pascoe 1869.  Chlorophorus praetextus ingår i släktet Chlorophorus och familjen långhorningar. Inga underarter finns listade i Catalogue of Life.